# Oisy, Nièvre
Oisy är en kommun i departementet Nièvre i regionen Bourgogne-Franche-Comté i de centrala delarna av Frankrike. Kommunen ligger i kantonen Clamecy som tillhör arrondissementet Clamecy. År 2022 hade Oisy 304 invånare.

## Befolkningsutveckling
Antalet invånare i kommunen Oisy
| Referens: INSEE |